# Sand Springs (Teksas)
Sand Springs – jednostka osadnicza w Stanach Zjednoczonych, w stanie Teksas, w hrabstwie Howard.